# District de Rende
Pour les articles homonymes, voir Rende.
Le district de Rende (chinois traditionnel : 仁德區 ; pinyin : réndé qū ; anglais : Rende District) est un district de la municipalité spéciale de Tainan.

## Histoire
Le territoire est connu sous le nom de Rende Zhuang pendant la période de domination japonaise, puis en tant que canton de Rende après la Seconde Guerre mondiale.
Le 25 décembre 2010, alors que le comté de Tainan fusionne avec la ville de Tainan, le canton de Rende est restructuré en tant que district de Rende.

## Géographie
Le district couvre une superficie de 50,77 km2